# Live at London Astoria 16.07.08
Live at London Astoria 16.07.08 este primul album live al formației de muzică electronică Ladytron, inregistrat in cadrul turneului pentru promovarea Velocifero. Albumul a fost înregistrat de Harm Schopman si James Gebhard și a fost mixat de Daniel Woodwood la Whitewood Studios.

### Conținut
Toate piesele au fost compuse de Ladytron.
1. "Black Cat" – 5:02
2. "Runaway" – 4:48
3. "High Rise" – 5:12
4. "Ghosts" – 4:15
5. "Seventeen" – 4:48
6. "I'm Not Scared" – 3:52
7. "True Mathematics"" – 2:40
8. "Season of Illusions" – 4:06
9. "Soft Power" – 5:21
10. "Playgirl" – 4:00
11. "International Dateline" – 4:32
12. "Predict the Day" – 4:39
13. "Fighting in Built Up Areas" – 4:43
14. "Discotraxx" – 4:06
15. "Last One Standing" – 3:19
16. "Applause Break" – 1:25
17. "Kletva" – 2:42
18. "Burning Up" – 4:24
19. "Destroy Everything You Touch" – 5:40